# Origes chloroticus
Origes chloroticus är en spindelart som beskrevs av Cândido Firmino de Mello-Leitão 1945. 
Origes chloroticus ingår i släktet Origes och familjen jättekrabbspindlar. Inga underarter finns listade i Catalogue of Life.